# نانسي سبيكتور
نانسي سبيكتور (بالإنجليزية: Nancy Spector) هي أمينة معارض أمريكية بارزة، شغلت مناصب قيادية في مؤسسات فنية مرموقة، أبرزها متحف سولومون آر. غوغنهايم في مدينة نيويورك ومتحف بروكلين.

## المسيرة المهنية
بدأت نانسي سبيكتور مسيرتها المهنية في المجال المتحفي عبر العمل ضمن فرق التنظيم الفني، وارتقت لتصبح رئيسة قسم الأمناء في متحف غوغنهايم. عرفت بدورها في تنظيم معارض معاصرة لعدد من أبرز الفنانين العالميين، كما ساهمت في تعزيز حضور الفن المفاهيمي في الساحة الأمريكية.

## متحف غوغنهايم
انضمت سبيكتور إلى متحف غوغنهايم في التسعينيات، وكانت جزءًا من التحول المؤسسي الذي دفع بالمتحف نحو معارض الفن الحديث والمعاصر، بما في ذلك معارض للفنان مارسيل دوشامب وغيرها من الأعمال التركيبية والتجريبية.

## متحف بروكلين
في فترة لاحقة، تولت منصبًا تنفيذيًا في متحف بروكلين، حيث واصلت عملها في تطوير استراتيجيات عرض الأعمال الفنية المعاصرة وتحقيق مزيد من الانخراط الجماهيري مع المتحف.

## قضايا وانسحاب
في عام 2020، واجهت المؤسسة التي كانت تعمل بها نقدًا داخليًا يتعلق بالتنوع والعدالة المؤسسية، ما أدى إلى تقديمها لاستقالتها.